# Zvirynetska (métro de Kiev)
Zvirynetska (ukrainien : Звіринецька) est une station de la ligne Sirets'ko-Petchers'ka (M3) du métro de Kiev. Elle est située dans le raïon de Petchersk de la ville de Kiev en Ukraine.
Mise en service en 1991, elle est desservie par les rames de la ligne M3. Le service est arrêté ou perturbé depuis l'invasion de l'Ukraine par la Russie en 2022.

## Situation sur le réseau
Établie en souterrain, la station Zvirynetska, est une station de passage de la Ligne Sirets'ko-Petchers'ka (M3) du métro de Kiev. Elle est située entre la station Petcherska, en direction du terminus ouest Syrets, et la station Vydoubytchi, en direction du terminus est, Tchervonyï khoutir.
Elle dispose d'un quai central encadré par les deux voies de la ligne.

## Histoire
La station Droujby narodiv est mise en service le 30 décembre 1991, lors de l'ouverture à l'exploitation de la section de Klovska à Vydoubytchi. Elle est conçue par les architectes N. Alyoshkin, A. Krushinsky. Elle fut renommée station Zvirynetska en 2023 à la suite de l'invasion de l'Ukraine par la Russie après un vote populaire gagné par 100 000 voix pour changer le nom de sept noms de lieux russes dans la ville.

## Services aux voyageurs

### Desserte
Zvirynetska est desservie par les rames de la ligne M3.

Installations et desserte
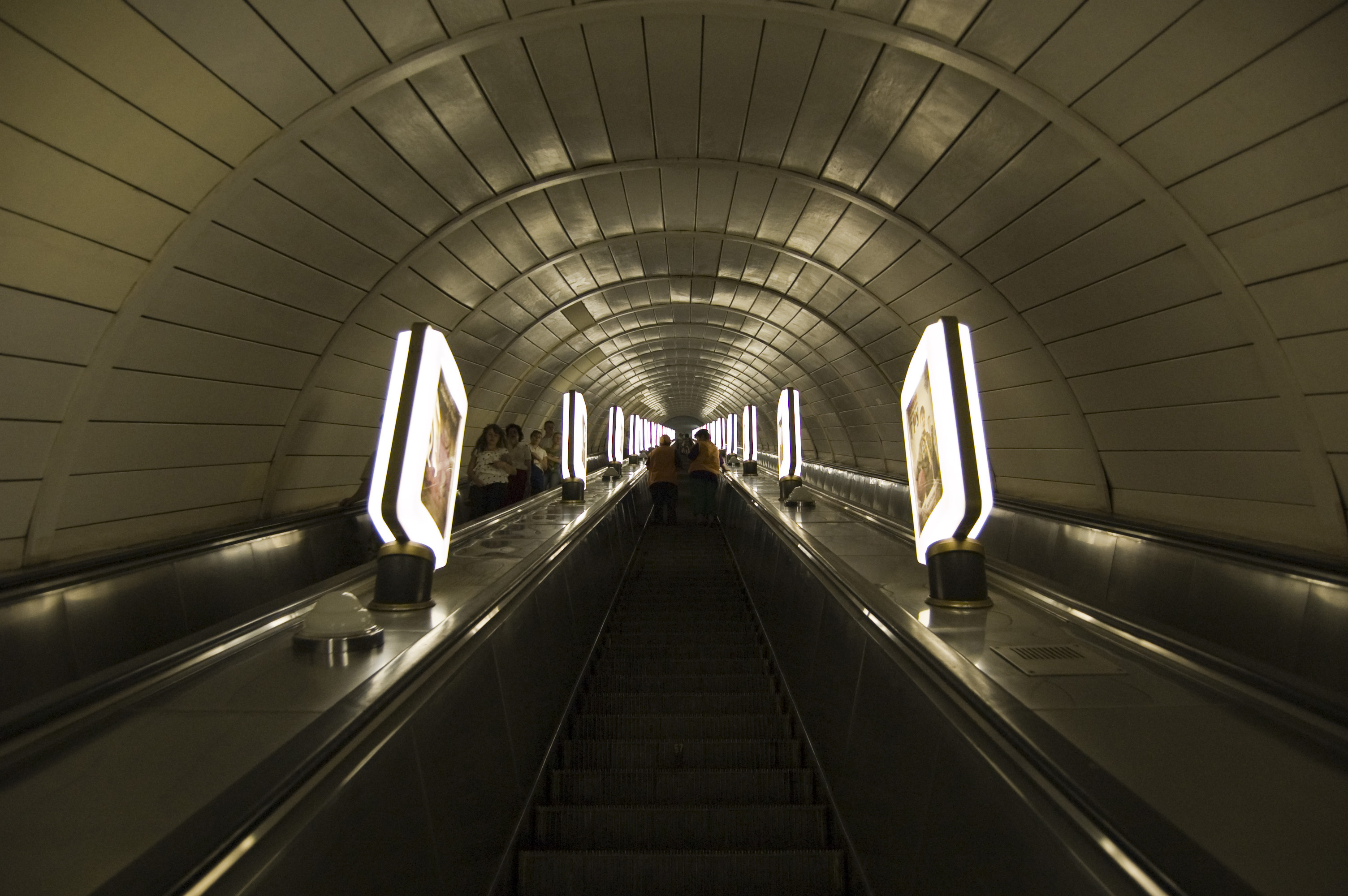
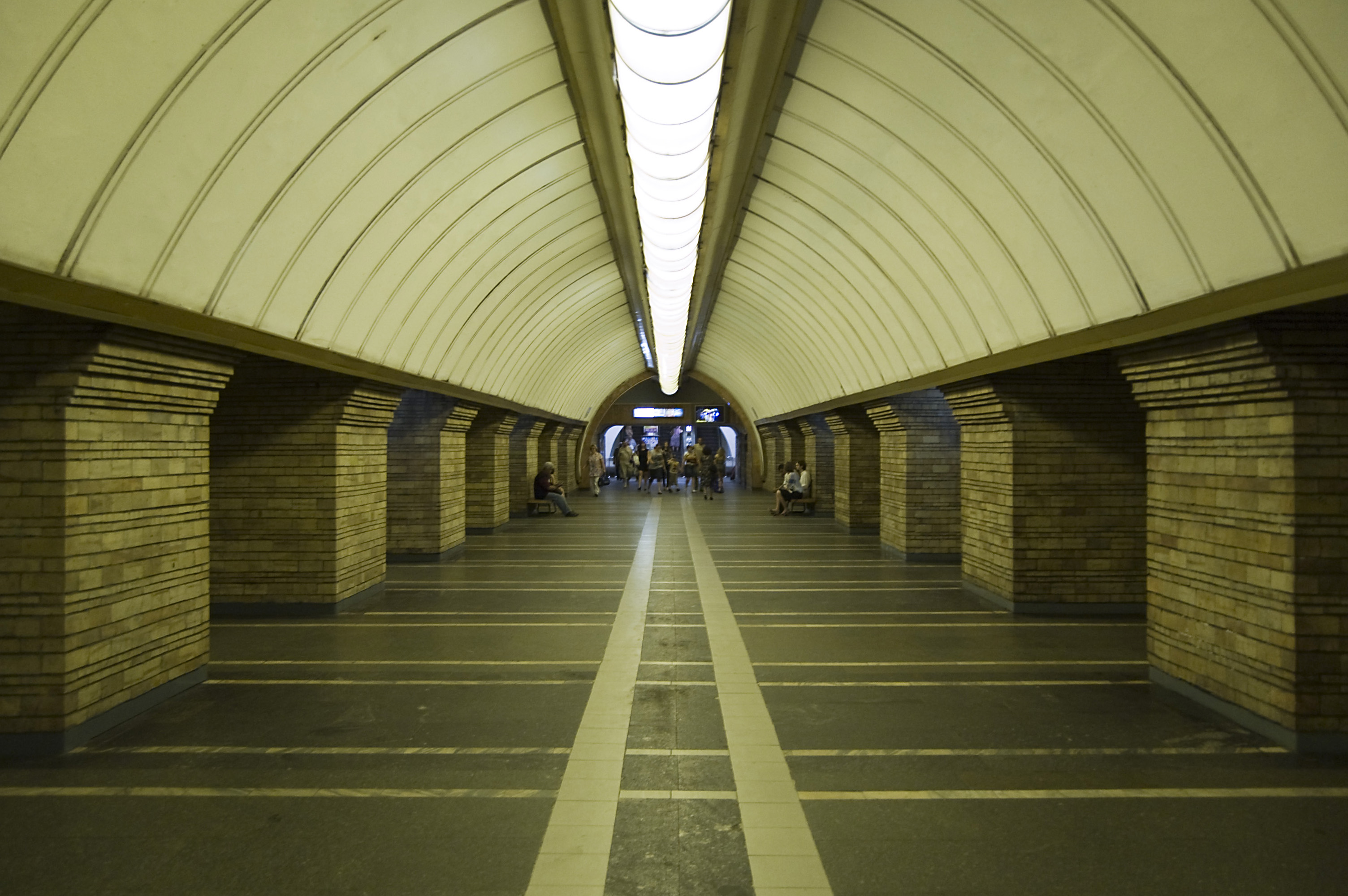
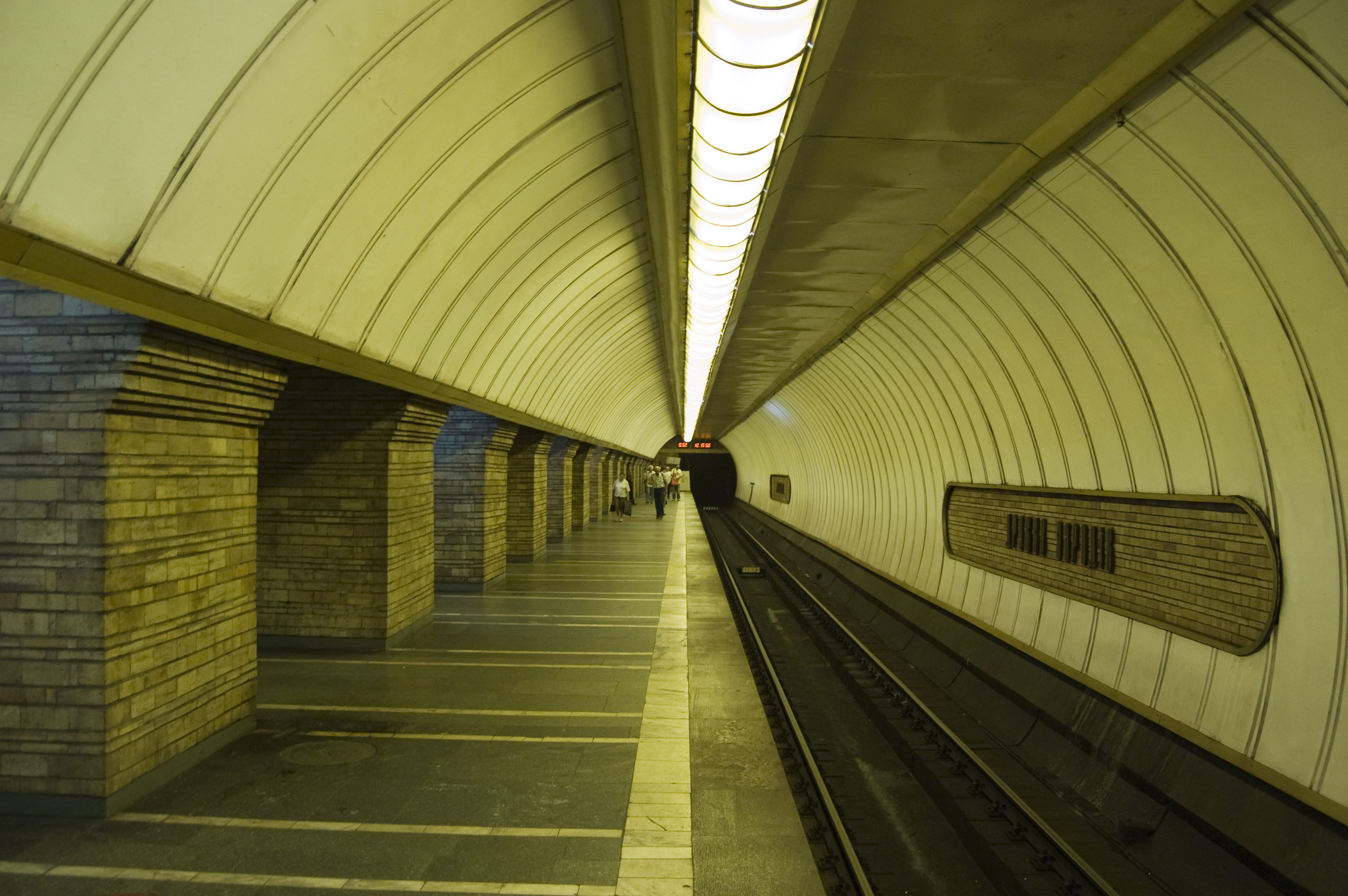